# Renner Wunderlich
Renner Wunderlich (* 5. Mai 1947 in St. Louis, Missouri) ist ein US-amerikanischer Filmproduzent und Regisseur, der vor allem für seine Dokumentarfilme bekannt ist.

## Leben und Wirken
Renner Wunderlich wurde in St. Louis, Missouri als Sohn von Harry Joseph Wunderlich, einem Kapitän der Navy, und Erlynne Renner Wunderlich, einer Angestellten der National Geographic Society, geboren. Er studierte in Boston, wo er seine Partnerin Margaret Lazarus kennenlernte, mit der er zwei Söhne hat. Wunderlich ist Privatpilot und hat ein eigenes Flugzeug gebaut und geflogen.
Wunderlich hat einen Master in Sozialer Arbeit und arbeitet als unabhängiger Sozialarbeiter mit einem Fokus auf die psychischen Bedürfnisse von Kunstschaffenden und Veteranen. Er hat mit obdachlosen und verwundeten Veteranen gearbeitet, einschließlich solcher mit posttraumatischem Stress und Drogenmissbrauch. Zudem hat er mit der Veterans Administration und dem US Army Wounded Warrior Program zusammengearbeitet und war Mitglied des Massachusetts Governors Council on Veterans Affairs.
Gemeinsam mit seiner Partnerin Margaret Lazarus gründete er 1974 die gemeinnützige Organisation Cambridge Documentary Films, deren Ziel es ist, neue Perspektiven auf soziale Themen zu schaffen und verschiedenen Personen eine Stimme zu geben, die sonst ungehört bleiben. Ihre Dokumentarfilme befassen sich mit Themen wie Vergewaltigung, häuslicher Gewalt, Homophobie, Essstörungen, die Arbeiterbewegung und das Bild der Frau in den Medien. Die Filme haben zahlreiche Preise gewonnen und wurden unter anderem in der UN-Generalversammlung, im Weißen Haus und im US-Kongress vorgeführt. Der Kurzfilm Defending Our Lives über Frauen, die wegen Mordes an ihrem gewalttätigen Partner in Haft sind, wurde 1994 mit einem Oscar ausgezeichnet.
Außerdem hat Wunderlich für 20 Jahre als freischaffender Editor, Ton- und Kameramann für große Rundfunkanstalten und Bildungsinstitutionen gearbeitet.

## Filmografie
- 1971: A Question of Values
- 1972: Mr. Goodman
- 1974: Taking Our Bodies Back
- 1975: Rape Culture
- 1977: Eugene Debs and the American Movement
- 1979: Killing Us Softly: Advertising’s Image of Women
- 1982: Calling the Shots: Advertising Alcohol
- 1982: Pink Triangles: A film about Homophobia
- 1986: The Last Empire: US Intervention
- 1987: Still Killing Us Softly: Advertising’s Image of Women
- 1989: Hazardous Inheritance
- 1990: Not Just a Job
- 1991: Life’s Work
- 1991: Advertising Alcohol
- 1994: Defending Our Lives
- 1998: Strong at the Broken Places: Turning Trauma to Recovery
- 2003: Rape Is...
- 2010: BirthMarkings